# Onze-Lieve-Vrouwekerk (Ans)

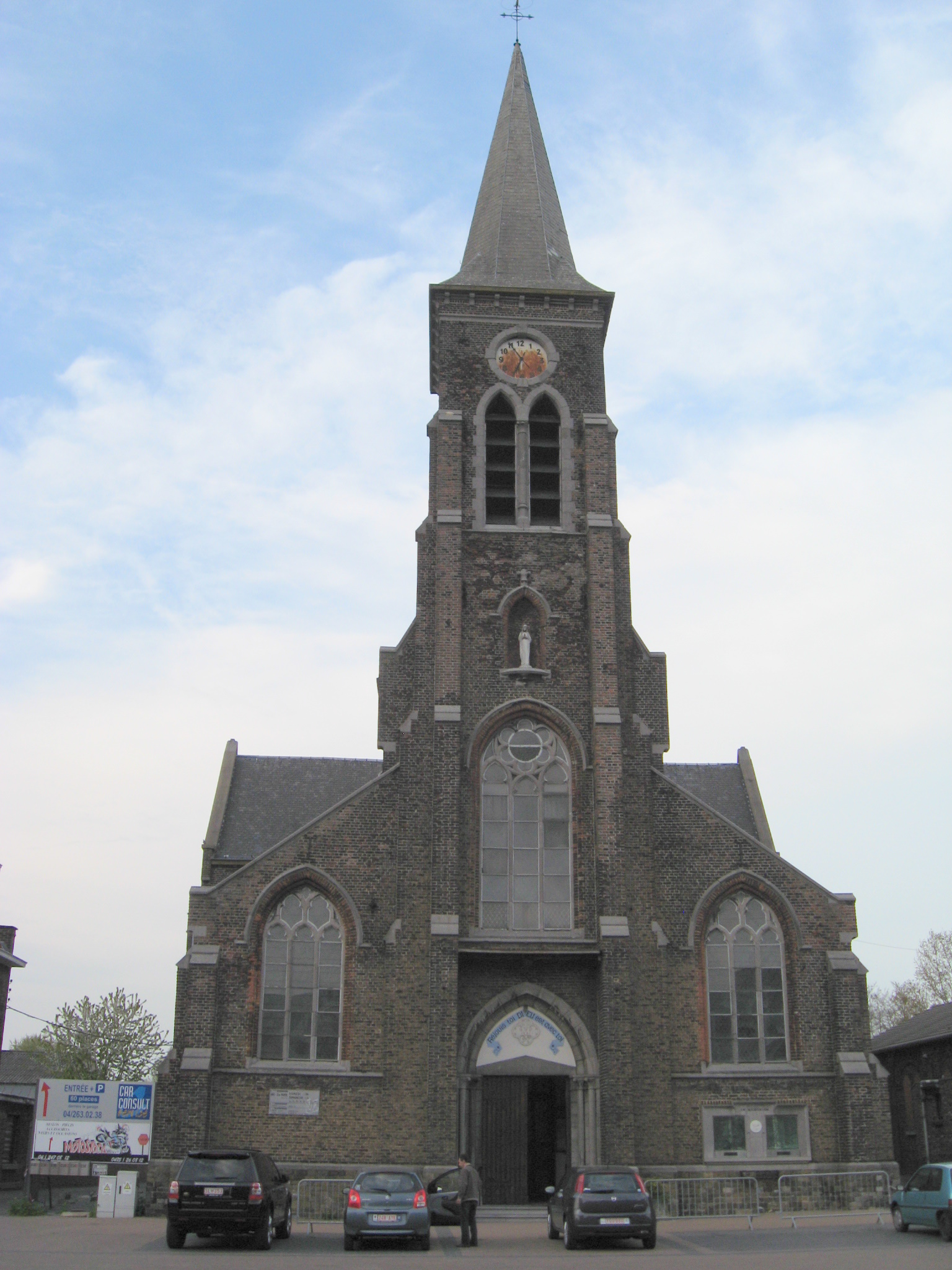
Onze-Lieve-Vrouwekerk

De Onze-Lieve-Vrouwekerk (Église Sainte-Marie) is een parochiekerk te Ans, gelegen aan de Rue de l'Yser.
Het betreft een neogotisch bouwwerk, opgericht in 1906. Het is een driebeukige bakstenen kruisbasiliek met hoge, ingebouwde toren en een veelzijdige koorsluiting. De toren is van verre in het landschap te zien.